# اسپرینگ ایرلاینز ژاپن
اسپرینگ ایرلاینز ژاپن (به انگلیسی: Spring Airlines Japan) یک شرکت هواپیمایی با کد یاتا IJ است که در ۱ اکتبر ۲۰۱۲ میلادی تأسیس شده و در ۳۱ ژوئیه ۲۰۱۴ فعالیتش را آغاز کرده‌است. دفتر مرکزی اسپرینگ ایرلاینز ژاپن در ناریتا، چیبا، ژاپن واقع شده‌است و به ۴ مقصد، پرواز انجام می‌دهد.